# マサミコブシ
『マサミコブシ』は、奥井雅美のカバーアルバム。2003年5月1日にスターチャイルドから発売された。

## 製作
- デビュー10周年を記念して製作されたアニメソングカバーアルバムで、主にスターチャイルドから発売された楽曲を占めており[1]、中には奥井自身が仮歌の作業をしていた楽曲もある。

## ディスクジャケット
- 限定生産は、プラモデルの外箱を模した仕様で、パッケージには綱島志朗によるイラストが描かれている[2]。通常盤は、一般のCDケース（ジュエルケース）に変更された。

## リリース
- 2003年5月1日に、スターチャイルドから2万枚限定生産として発売され[2][3]、2005年5月11日に通常盤として再発売された[4]。

## 収録曲
- 括弧内は、オリジナルバージョンを発表したミュージシャン。

| #         | タイトル                               | 作詞      | 作曲         | 編曲             | 時間  |
| --------- | -------------------------------------- | --------- | ------------ | ---------------- | ----- |
| 1.        | 「キューティーハニー」(前川陽子)       | クロードQ | 渡辺岳夫     | 鈴木‘Daichi’秀行 | 2:54  |
| 2.        | 「Give a reason」(林原めぐみ)          | 有森聡美  | 佐藤英敏     | 大平勉           | 4:29  |
| 3.        | 「truth」(裕未瑠華)                    | 藤林聖子  | 新井理生     | 平間あきひこ     | 4:50  |
| 4.        | 「LOVE SQUALL」(サンドラ・ホーン)      | 槇小奈帆  | 大野雄二     | DRY              | 3:30  |
| 5.        | 「残酷な天使のテーゼ」(高橋洋子)       | 及川眠子  | 佐藤英敏     | 大森俊之         | 4:02  |
| 6.        | 「Successful Mission」(林原めぐみ)     | MEGUMI    | 佐藤英敏     | 矢吹俊郎         | 4:09  |
| 7.        | 「GHOST SWEEPER」(原田千栄)            | 有森聡美  | 大森俊之     | 岩本正樹         | 3:44  |
| 8.        | 「ルパン三世 愛のテーマ」(水木一郎)    | 千家和也  | 大野雄二     | 鈴木‘Daichi’秀行 | 3:27  |
| 9.        | 「魂のルフラン」(高橋洋子)             | 及川眠子  | 大森俊之     | 大森俊之         | 5:13  |
| 10.       | 「Northern lights」(林原めぐみ)        | MEGUMI    | たかはしごう | たかはしごう     | 3:27  |
| 11.       | 「YOU GET TO BURNING」(松澤由美)       | 有森聡美  | 大森俊之     | 大森俊之         | 4:09  |
| 12.       | 「今日もどこかでデビルマン」(十田敬三) | 阿久悠    | 都倉俊一     | Monta            | 3:20  |
| 合計時間: | 合計時間:                              | 合計時間: | 合計時間:    | 合計時間:        | 47:14 |

## 参加ミュージシャン
| キューティーハニー - all instruments & Program : 鈴木‘Daichi’秀行 - Chorus : 奥井雅美 Give a reason - Chorus : 奥井雅美 truth - Chorus : 奥井雅美 LOVE SQUALL - Bass : 山田紘士 - Guitar : 日高恵一 - E.Piano : 杉山卓夫 - all other instruments & Program : 前田雄吾 - Chorus : 奥井雅美 残酷な天使のテーゼ - Chorus : 奥井雅美, 高橋洋子, たかはしごう Successful Mission - Chorus : 奥井雅美 | GHOST SWEEPER - Chorus : 奥井雅美 ルパン三世 愛のテーマ - all instruments & Program : 鈴木‘Daichi’秀行 - Chorus : 奥井雅美 魂のルフラン - Chorus : 奥井雅美, 高橋洋子, たかはしごう Northern lights - Chorus : 奥井雅美, たかはしごう, 林原めぐみ YOU GET TO BURNING - Chorus : 奥井雅美 今日もどこかでデビルマン - all instruments & Program : Monta |

## 楽曲情報
| 曲名                     | 備考                                                                   |
| ------------------------ | ---------------------------------------------------------------------- |
| キューティーハニー       | テレビアニメ『キューティーハニー』オープニングテーマ                   |
| Give a reason            | テレビ東京系アニメーション『スレイヤーズNEXT』オープニングテーマ       |
| truth                    | テレビ東京系アニメーション『少女革命ウテナ』エンディングテーマ         |
| LOVE SQUALL              | テレビアニメ『ルパン三世』エンディングテーマ                           |
| 残酷な天使のテーゼ       | テレビ東京系アニメーション『新世紀エヴァンゲリオン』オープニングテーマ |
| Successful Mission       | テレビ東京系アニメーション『セイバーマリオネットJ』オープニングテーマ  |
| GHOST SWEEPER            | ABC・テレビ朝日系アニメ『GS美神』オープニングテーマ                    |
| ルパン三世 愛のテーマ    | テレビアニメ『ルパン三世』エンディングテーマ                           |
| 魂のルフラン             | 『新世紀エヴァンゲリオン劇場版 シト新生』主題歌                        |
| Northern lights          | テレビ東京系アニメ『シャーマンキング』オープニングテーマ               |
| YOU GET TO BURNING       | テレビ東京系アニメーション『機動戦艦ナデシコ』オープニングテーマ       |
| 今日もどこかでデビルマン | テレビアニメ『デビルマン』エンディングテーマ                           |